# 안경카이만
안경카이만(Spectacled caiman)은 앨리게이터과에 속하는 악어이다. 갈색, 녹색, 또는 황회색을 띠며, 눈 사이에 장관 같은 능선이 있는데, 그 흔한 이름의 유래이다. 길이는 1.4~2.5m, 무게는 7~40kg까지 자라며, 수컷이 암컷보다 길고 무겁다. 먹이는 계절에 따라 다른데, 게, 물고기, 작은 포유류, 양서류, 달팽이로 주로 구성된다. 번식은 5월에서 8월까지이며, 14~40개의 알을 7월과 8월에 낳는다. 이 악어는 분포 지역과 개체수가 넓고, 라틴아메리카의 많은 지역이 원산지이며, 미국, 쿠바, 푸에르토리코로 유입되었다.

## 특성

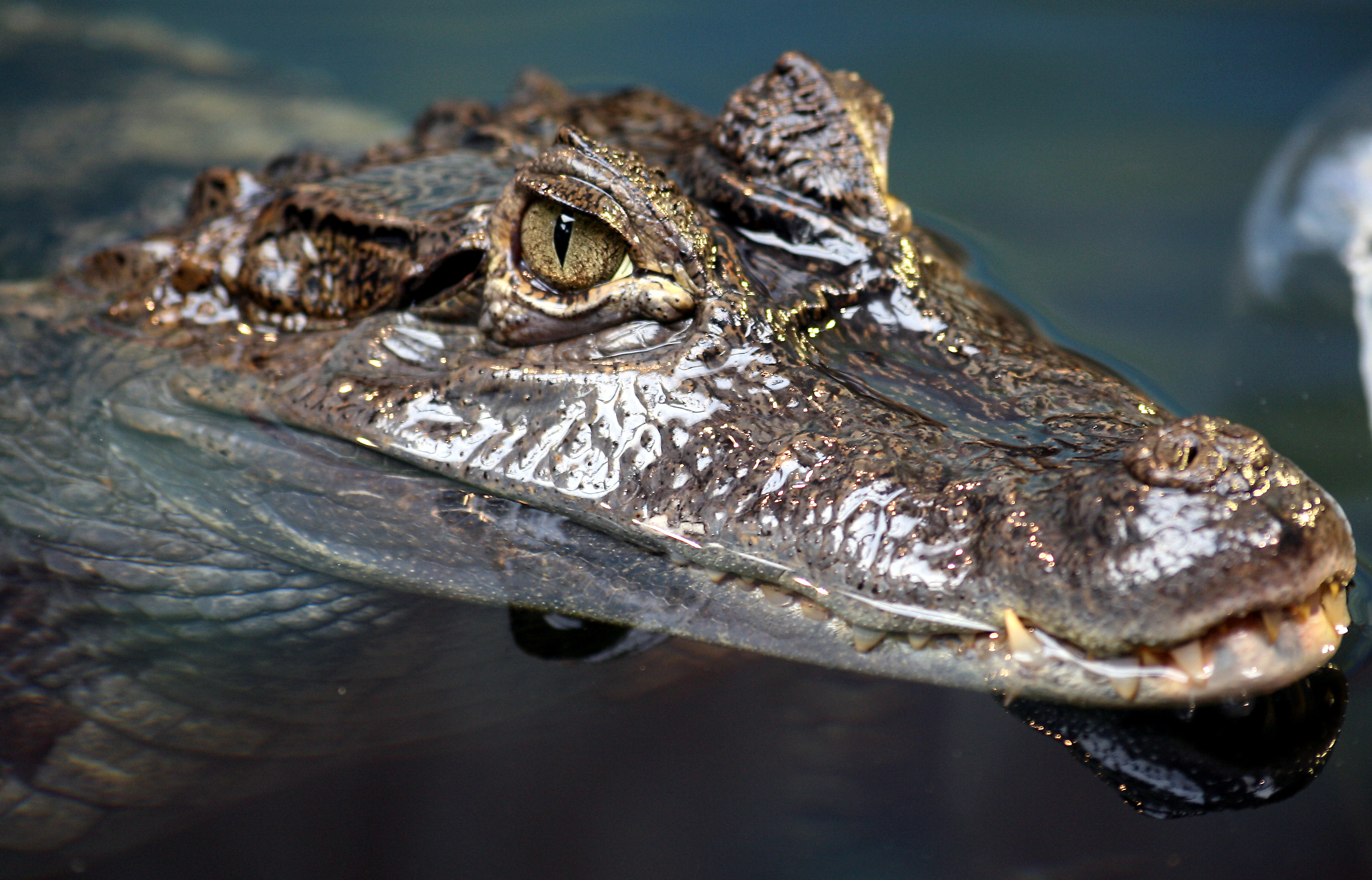
눈 사이의 능선이 보이는 안경카이만 머리

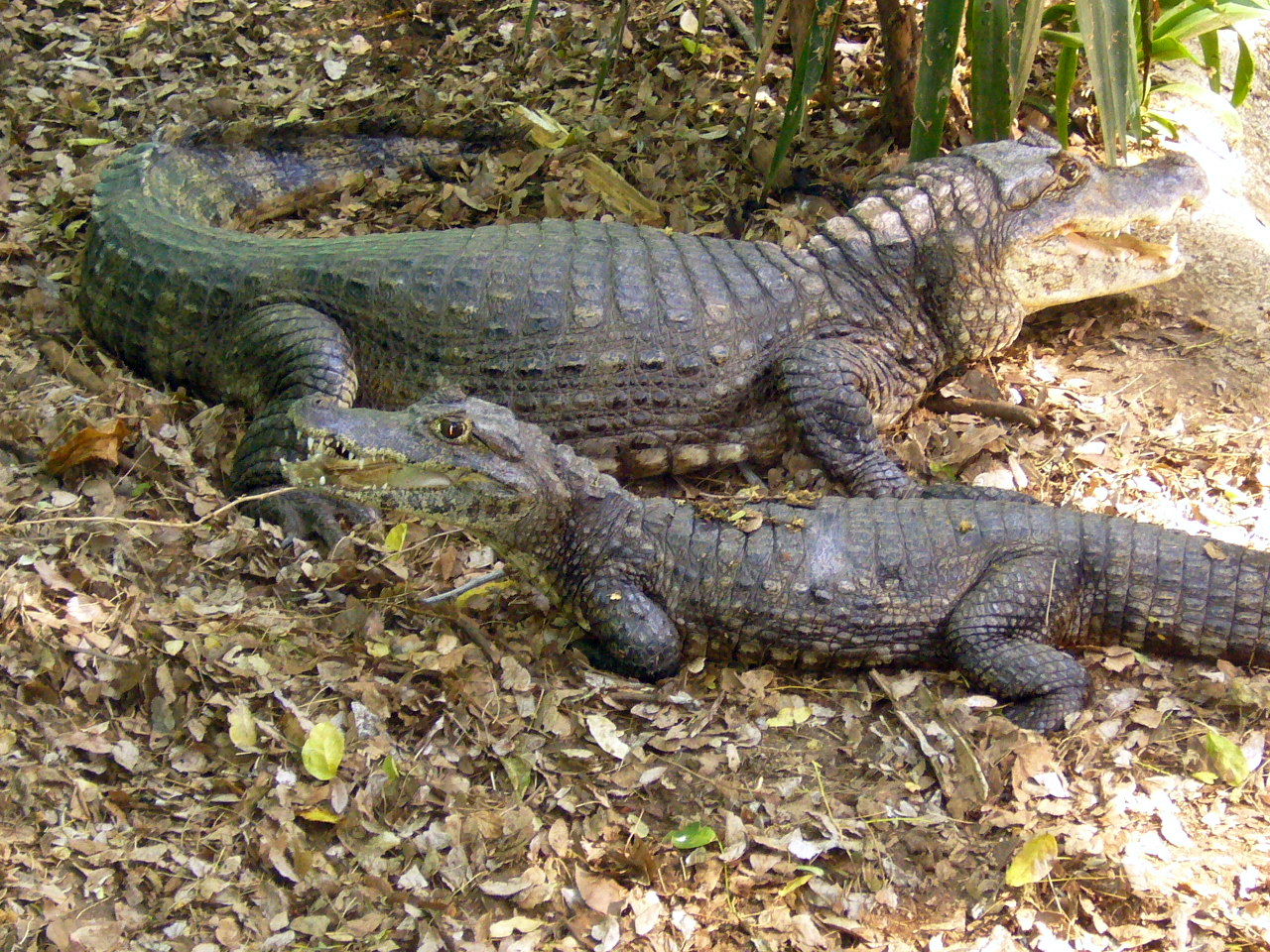
과테말라 몬테리코에 사는 안경카이만

안경카이만은 중소형 악어이다. 암컷은 일반적으로 1.08~1.4m 이하로 자나지만(성숙이 시작될 때 전형적으로 더 낮은 크기) 거의 2m까지 거의 자랄 수 없다. 다 자란 수컷은 규칙적으로 1.5~1.8m까지 자랄 수 있는 반면, 큰 성숙한 수컷은 2.0~2.5m까지 자랄 수 있지만, 상대적으로 큰 몸집은 적다. 보고된 종의 최대 크기는 2.64m이다. 대부분의 성인의 몸무게는 7~40kg이며, 일반적으로 수컷이 암컷보다 상당히 무겁다. 야노스의 일부 수컷은 최대 58kg까지 자란 것으로 보고되었다.
이 종의 윗면은 대부분 갈색, 녹색 또는 황회색이고 아래쪽은 밝은 갈색 줄무늬가 있다. 녹색 홍채를 가지고 있고, 주름진 눈꺼풀을 가지고 있다. 추운 날씨에 계절적으로 색이 변하며 피부 세포 내의 검은 색소가 확장되어 더 어둡게 보인다. 이 종은 확대된 네 번째 이빨을 가지고 있으며 아래턱의 이빨은 위턱의 소켓을 관통한다. 확장되지 않은 끝과 함께 적당히 가늘어지는 긴 주둥이를 가지고 있다. 눈 앞에서 여러 개의 능선이 시작되어 주둥이 끝으로 이동한다. 일반적인 이름은 한 쌍의 안경처럼 보이는 눈 사이의 뼈가 많은 능선에서 비롯되었다. 안경카이만은 가장 널리 분포하는 신세계 악어 종으로 아메리카 대륙에서 가장 지리적으로 다양한 종으로 적응성이 매우 높다.

## 행동생태학
안경카이만은 위협을 받았을 때 빠르게 움직일 수 있지만, 대개 움직이지 않고 해안가나 부분적으로 물에 잠긴다. 장마철에 수컷은 공격적이고 영역적으로 변한다.

### 사냥 및 먹이

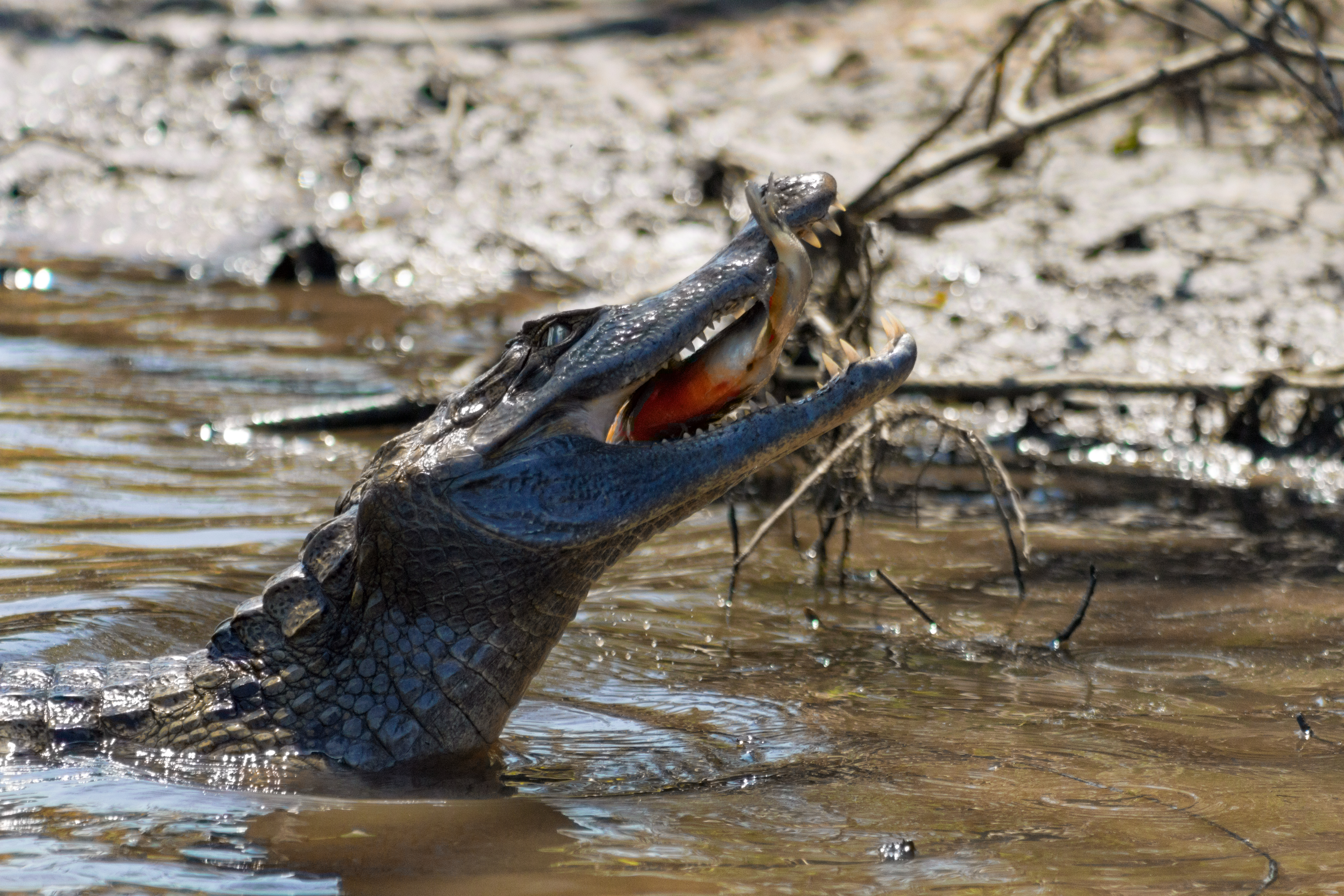
물고기를 먹고 있는 안경카이만의 모습

보통 밤에 사냥을 하며, 안경카이만의 먹이는 계절에 따라 다양하다. 우기에는 주로 달팽이와 민물 게를 먹고, 건기에는 주로 물고기를 먹는다. 작은 표본은 곤충과 민물 새우를 더 많이 먹는 경향이 있는 반면, 큰 표본은 포유류와 물고기를 더 자주 먹는다. 전체적으로, 이 종의 먹이에서 가장 흔한 동물은 게, 물고기, 포유류, 달팽이이다. 먹이의 일부로 알려진 다른 동물들에는 양서류, 거미류, 새, 다지류, 파충류(도마뱀, 뱀, 거북), 작은 포유류가 포함된다. 나이가 든 동물들은 더 큰 포유류의 먹이(예: 야생 돼지)를 가져갈 수 있다. 이러한 조건에서 식인 풍습이 보고되었다. 또한 식물을 먹는 것으로 알려져 있는데, 푸에르토리코에서 이 종에 대한 연구에서 성인 표본의 약 55%가 식단에 주로 풀과 씨앗과 같은 식물을 가지고 있었다. 연구에서 성인의 약 8%와 청소년의 6%가 위석도 가지고 있었다. 비록 이 종이 피라냐 개체군을 통제한다고 제안되었지만, 피라냐는 야카레카이만과 달리 정상적인 식단 구성 요소로 밝혀진 것은 없다. 악어 종 목록에 따르면, 아마도 다양한 먹이에 적응할 수 있는 일반주의 종일 것이다.

### 의사소통
안경카이만은 9개의 다른 발성과 13개의 시각적인 디스플레이를 사용하여 개체들과 의사소통을 한다. 어른과 아이들 모두 집단의 결속력을 요구하는 목소리를 낸다. 수컷은 꼬리를 세로나 아치형으로 만드는 등의 특정한 위치로 이동시켜 의사소통을 하는 것으로 알려져 있다. 청소년들은 어려움에 처했을 때 목소리를 내고 어른 암컷들은 어린아이들에게 위협을 경고하기 위해 울음소리를 낸다.

## 분포 및 서식지
안경카이만은 신세계 악어 중에서 가장 넓은 범위를 가지고 있고, 아메리카 전역의 다양한 국가에서 발견된다. 브라질, 콜롬비아, 코스타리카, 에콰도르, 엘살바도르, 프랑스령 기아나, 과테말라, 가이아나, 온두라스, 멕시코, 니카라과, 파나마, 페루, 수리남, 트리니다드 토바고, 베네수엘라에 서식하며 벨리즈와 볼리비아에도 존재할 수 있다. 쿠바의 후벤투드섬, 푸에르토리코, 미국 플로리다주에 소개되었으며, 후자에서는 때때로 미시시피악어로 잘못 분류되기도 한다. 침입 개체군은 플로리다주의 북쪽에 고립된 기록과 함께 사우스플로리다주에 정착했다. 추운 기후에 내성이 없어서 범위가 플로리다주보다 더 북쪽으로 확장되지 않을 것이다. 보통 숲, 민물(습지와 강 같은)의 내륙 지방, 초원, 관목 지대, 사바나에서 살지만 적응력이 매우 강하다. 보통 계절에 따라 범람하고 건조하는 부유 초목이 포함된 잔잔한 물이 있는 서식지를 선호한다. 저지대에서 가장 흔하지만 800m (2,600ft) 고도에서 발견된다. 브라질에서는 아마존강, 아라과이아강, 아라구아리강, 이타피쿠루강, 네그루강, 파라나이바강, 솔리모에스강, 타파조스강, 토칸칭스강, 싱구강에서 살고, 인간이 거주하는 지역에서도 살 수 있다.
이 악어의 성인 개체수는 수백만 마리이고 안정적인 것으로 추정된다. 베네수엘라에서 약 4백만 마리의 안경카이만이 발견되고 조사에 따르면 이 종은 증가할 것으로 예상돤다. 이것은 이 종이 얼마나 잘 적응할 수 있는지 보여주는 한 예이다. 그러나 페루와 같은 다른 나라에서는 개체수가 잘 되지 않다. 한 지역의 개체수는 밤의 건기에 개체수를 세어 가장 쉽게 결정할 수 있다.